# Ретляйн
Ретляйн (нім. Röthlein) — громада в Німеччині, розташована в землі Баварія. Підпорядковується адміністративному округу Нижня Франконія. Входить до складу району Швайнфурт.
Площа — 19,09 км2. Населення становить 4439 ос. (станом на 31 грудня 2020).